# Pascale-Säule
Die Pascale-Säule (französisch Colonne Pascale) ist ein von doual’art beauftragtes Kunstwerk im öffentlichen Raum der Stadt Douala in Kamerun, geschaffen von Pascale Marthine Tayou, und wurde 2010 eingeweiht.

## Beschreibung

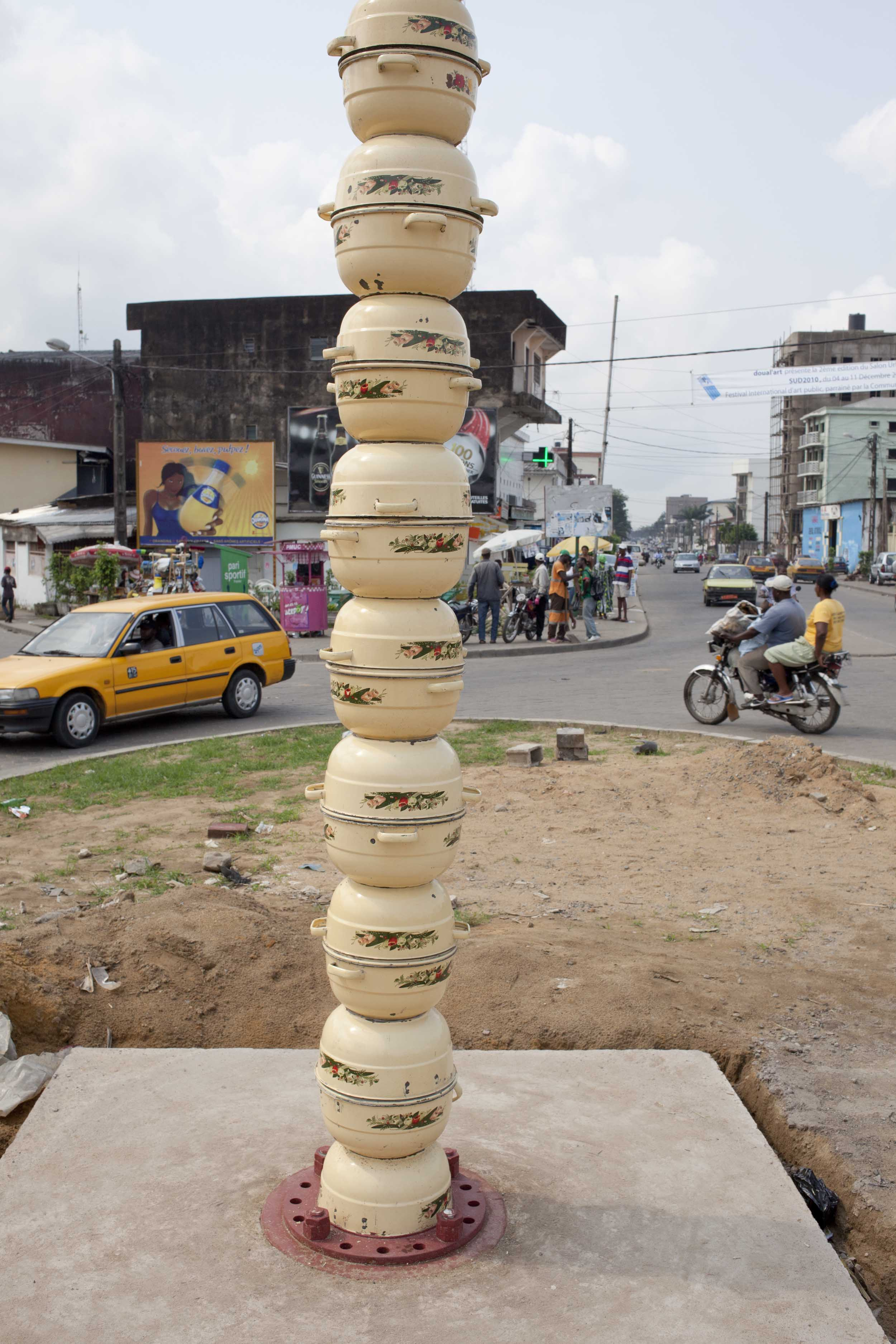

Die Säule in der Art eines Totems besteht aus 76 übereinander gestapelten Emailletöpfen, wobei jeder zweite umgedreht wie ein Deckel auf den Topf darunter aufgesetzt wurde. Derartige Gefäße wurden von heimischen Hausfrauen früher zur Konservierung von Speisen und Getränken verwendet. Die Pascale-Säule ragt schlank wie ein Mast 12 Meter senkrecht in den Himmel und befindet sich an einer Kreisverkehrskreuzung im Herzen des Viertels New Bell.
Der Künstler versteht das Werk als eine Hommage an die Frauen als Träger der kamerunischen Küchentradition. Trotz dieser Volksverbundenheit löste das Kunstwerk unter den Anwohnern kontroverse Debatten aus, weil der Standort mit historisch bedeutenden Ereignissen verbunden ist. Der Platz war das Epizentrum der Unruhen, die zur Unabhängigkeit des Landes führten. Kontrovers beurteilt wurde auch, dass das Kunstwerk die Armut des Viertels herausstellt.
Die Säule wurde 2013 restauriert.

## Weitere Pascale-Säulen
Im Internet sind weitere Säulen des Künstlers dokumentiert. Eine knapp über 7 Meter hohe Säule aus Keramikvasen ging 2011 in einem Projekt namens Galleria continua auf eine Reise um die Welt. Fünf Säulen unterschiedlicher Höhe (jeweils rund um 5 Meter), geschaffen für die Biennale in Marrakesch 2012, sind auf der Seite der Art Gallery in Sydney dokumentiert.

## Bibliografie
- Pensa, Iolanda (Ed.) 2017. Public Art in Africa. Art et transformations urbaines à Douala /// Art and Urban Transformations in Douala. Genève: Metis Presses, ISBN 978-2-940563-16-6
- Verschuren, K., X. Nibbeling and L. Grandin. (2012): Making Douala 2007–2103, Rotterdam, ICU art project
- Pucciarelli, M. (2015). «Culture and Safety in Douala: The Cases of New Bell and Bessengue », in Bonini Lessing, E. (ed.), Urban Safety and Security, Franco Angeli, pp- 69–79.
- Collection Privée, exh. cat. Parc de la Villette, ed. Acte Sud – Parc de la Villette, 2012, pages 44–45
- Always All Ways (tous les chemins mènent à …), exh. cat. MAC Lyon and Malmö Konsthall, Gli Ori, Pistoia, 2011, page 298
- Pensa, I. (2012): «Public Art and Urban Change in Douala». In Domus, (7 April 2012).
- Van Der Lan, B. and Jenkins R.S. (eds) (2011). Douala: Intertwined Architectures, The Netherland: ArchiAfrica
- Van der Lans, B. (2010): «Salon Urbaine de Douala 2010». In Architecture plus, (30 December 2010).
- Schemmel, A. (2011) « Main discourses of the 2nd Salon Urbain de Douala (SUD) in Cameroon seen by an Indian runner duck». In Andrea Heister, Bonaventure Soh Bejeng Ndikung , (Re-) Mapping the field: a bird’s eye view on discourses. Berlin Germany, Savvy. Art, Contemporary, Africa.
- Schemmel, A. (2016): Visual Arts in Cameroon: A Genealogy of Non-formal Training, 1976–2014, Bamenda: Langaa Research & Publishing Common Initiative Group
- Lettera 27, (2013): «Trasformazioni urbane: l’edizione 2013 di SUD, a Douala» In Lettera 27. (29 Novembre 2013)
- Gourmelon, I. (2011): «Doual’Art 2010: Les parrains, les artistes et les autres…» In Les Instantanés Décales, (2 janvier 2011).
- Marta Pucciarelli (2014) Final Report. University of Applied Sciences and Arts of Southern Switzerland, Laboratory of visual culture.